# 顾炎武
顾炎武（1613年7月15日—1682年2月15日），原名绛，字忠清。明亡后，改名炎武，字宁人，亦曾化名蒋山傭。学者尊为亭林先生，直隸蘇州府昆山县（今江苏昆山市）人，明末清初思想家、学者。與黃宗羲、王夫之並稱“明末三大儒”、“明末三先生”或“明末三大思想家”。

## 名號
一說以慕文天祥學生王炎武（王炎午）為人，一生不願出仕蒙古異族，改名炎武。

## 生平
顧炎武生於明万历四十一年（1613年），生父顧同應，生母何氏。顾氏为江东世族，曾祖顧章志為南京兵部右侍郎。徐学、徐秉义、徐元文三人是顾炎武的外甥。
顧炎武過繼給去世的堂叔顧同吉為嗣，養母是王逑之女，顧同吉的未婚妻，十六歲未婚守節，“昼则纺织，夜观书至二更乃息”，獨力撫養顧炎武成人，教以岳飛、文天祥、方孝孺忠義之節。
天啟六年（1626年），十四歲取秀才，與歸莊友好，即加入復社，“砥行立节，落落不苟于世，人以为狂”，二人個性特立耿介，時人號為「歸奇顧怪」，以「博學於文」、「行己有恥」為學問宗旨。由於屢試不中，“感四国之多虞，耻经生之寡术”，以為“八股之害，等於焚书；而败坏人才，有盛於咸陽之郊”，故退而读书，“历览二十一史、十三朝实录、天下图经、前辈文编说部，以至公移邸抄之类，有关民生之利害者随录之。”
崇禎五年 (1632年) 壬申春三月，顧炎武二十歲，應歲試，提學御史隣水甘學濶拔其卷列一等十四名。崇祯十四年（1641年）二月，祖父顾绍芾病故。崇祯十六年（1643年）夏，以捐纳成为国子监监生。
清兵入關後，顧炎武隱居语濂涇，後由崑山县令杨永言之薦，投入南明朝廷，任兵部司務，撰有《军制论》、《形势论》、《田功论》、《钱法论》。清軍攻陷南京後，又轉投王永祚義軍，又與歸莊聯合吳志葵、魯之嶼軍隊，欲解崑山之圍，終至功敗垂成。顾炎武生母何氏遭清軍斷去右臂，兩位弟弟被殺，嗣母王氏絕食而亡，遺命顧炎武終身不得事清。
安葬王氏後，顧炎武棄家遠遊，曾受隆武帝封授官職，領導義軍，屢經失敗。永曆九年（清順治十二年、1655年）因“怨家欲陷之”，薙髮易服，化名為蔣山傭。永曆九年（淸順治十二年、1655年）惡僕陸恩勾結土豪葉方恆，打算向清朝告發顧炎武通海謀反，葉方恆是當地的仕紳、大地主，曾經買顧家八百畝田地，兩方發生帳款上極大的糾紛，纏訟許久。顧炎武聽聞陸恩勾結仇家，一怒之下，將陸恩溺斃。葉方恆又告發顧炎武殺人，顧炎武於是入獄，幸賴友人路泽博相救，最後以“杀有罪奴”的罪名结案。出狱后，仇人又追杀到南京。在出狱后的第二年，顾炎武返回昆山家乡，将家产尽行变卖，从此北上，一去不返。
顾炎武北上考察山川形勢，聯結反清人士，遍歷山東、山西、河南、河北、陝西等地，“所至阨塞，即呼老兵退卒，詢其曲折，或與平日所聞不合，則即坊肆中發書而對勘之”，“往来曲折二三万里，所览书又得万余卷”，永曆十三年（清顺治十六年、1659年），至山海关，凭吊古战场，晚年，始定居陕西华阴。
康熙七年（1668年），又因山東莱州黄培诗案入獄，得友人李因笃等营救出獄。康熙十年（1671年），游京师，住在外甥徐乾学家中，康熙之帝師熊赐履设宴款待炎武，邀修《明史》，炎武拒绝说：“果有此举，不为介之推逃，则为屈原之死矣！”

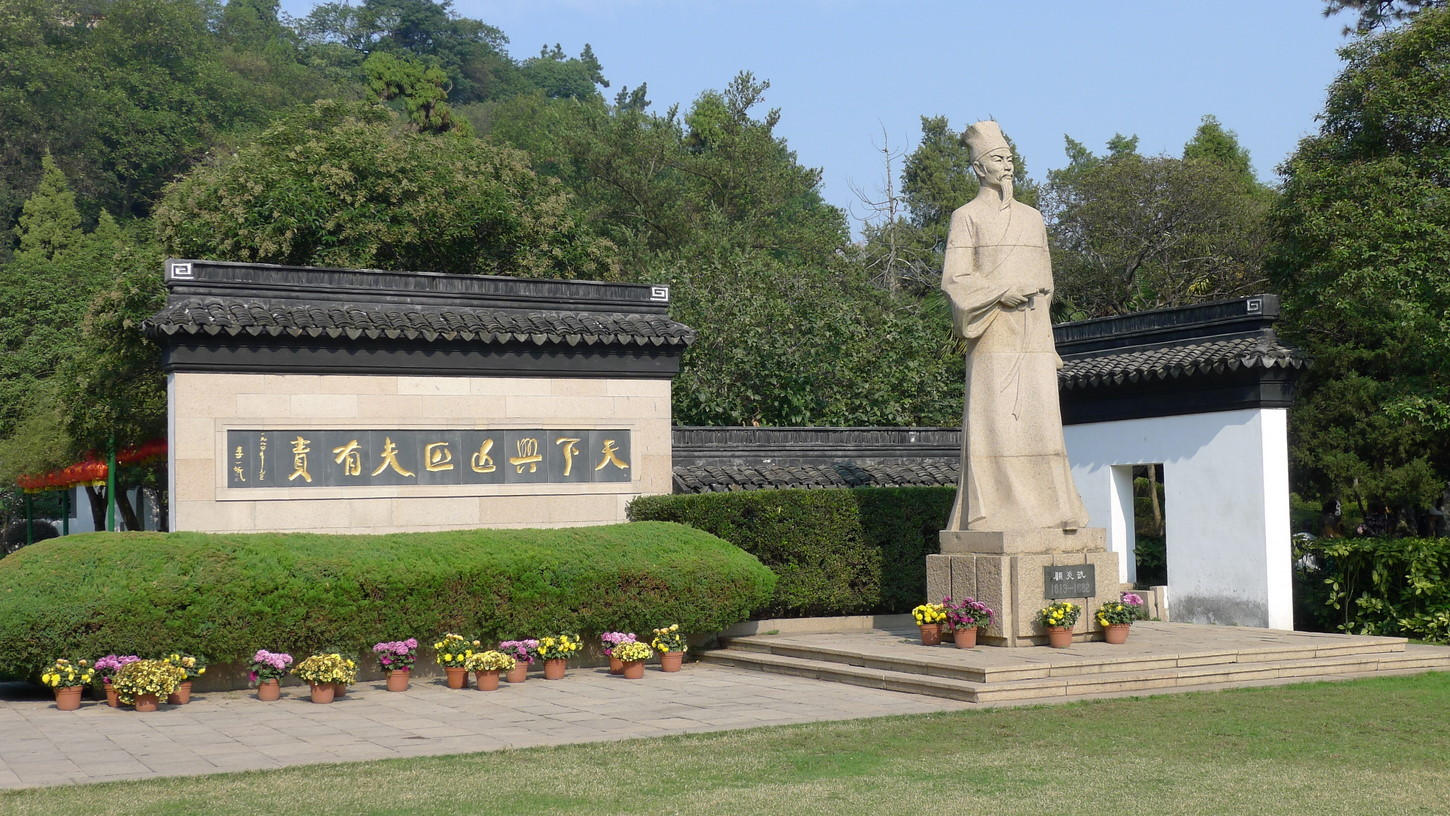
昆山亭林公园顾炎武像

顧炎武後來致力于学术研究，留心於經世致用之學。他“精力绝人，无他嗜好，自少至老，未尝一日废书”。對宋明所傳心性之學，深感不滿，主張「著書不如抄書」。晚年侧重经学的考证，考订古音，分古韵为10部，认为“读九经自考文始，考文自知音始。”著有《日知录》、《音学五书》等。。他是清代古韵学开山祖，成果纍纍；对切韵学也有贡献，但不如他对古韵学贡献多。
平定三藩之亂後，康熙帝開博學鴻儒科，招致明朝遺民，顧炎武三度致书葉方蔼，表示“耿耿此心，终始不变”，以死堅拒推薦，又說“七十老翁何所求？正欠一死！若必相逼，则以身殉之矣！”。康熙十八年 (1679年) 清廷開明史館，顧炎武以「願以一死謝公，最下則逃之世外」回拒熊賜履。
康熙二十一年（1682年）正月初四在山西曲沃韓姓友人家，上馬時不慎失足，嘔吐不止，初九丑刻卒，享年七十。
顧炎武十九歲娶太倉王氏為妻，但一直沒有生育。順治六年 (1649年) ，在語濂涇納妾韓氏，次年生子顧詒榖，順治十年 (1653年) 獨子夭折。後來幾次納妾，再無生育，最後以族人顧衍生為嗣子。
顧炎武開帐授徒，學生甚多，當中比較知名的學生是潘耒。潘耒是其中受顧炎武影響最深的學生之一，且也是潘耒將顧炎武的巨著《日知錄》刊行的。

## 学术
顧炎武反对宋明理学空谈“心、理、性、命”，提倡“经世致用”的实际学问和对器物的研究，强调“形而上者谓之道，形而下者谓之器，非器则道无所寓”，因而提出以“樸学”代替“理学”的主张。顾炎武反对心性之说，认为信奉程朱理学“百余年以来之为学者，往往言心言性，而茫乎不得其解也。”他提倡“多学而识”，“博学于文”，“行己有耻”，“自一身以至于天下国家，皆学之事也”。其开一代之新风，提出“君子為學，以明道也，以救世也。徒以詩文而已，所謂雕蟲篆刻，亦何益哉？”顾炎武因此被认为是清代考据学的开山祖。清代中期许多学者以此发端，崇尚研究历史典籍，对中国历史从天文地理到金石铭文无一不反复考证，被称为“乾嘉学派”。顾炎武则由于其经史考证的严谨学风，被普遍认为是学派思想的主要奠基人。
顾炎武强调做学问必须先立人格：「礼义廉耻，是谓四维」，提倡「保天下者，匹夫之賤，與有責焉。」梁启超引述为「天下興亡，匹夫有責」。顧炎武還主張眾治，反對君主「獨治」。

## 文風
顧炎武文章講求經世致用，講究實用，不事藻飾，樸素自然，論理清楚。詩作如杜甫，用典精切，多關心時事。晚年诗風一變，充满想象，甚至将神仙、道法等融入诗歌。杜荫堂说顾炎武“锐意学杜，晚一变而神游谪仙之门。”

## 著作
- 《日知录》 三十二卷：
  - 一至七卷论经
  - 八至十二论政治
  - 十三卷论世界风气
  - 十三四卷论礼制
  - 十六十七卷论科举
  - 十八至二十一卷论艺术、文学
  - 二十二至二十四卷论名义
  - 二十五卷论古事真妄
  - 二十六卷论史法
  - 二十七卷论注书
  - 二十八卷论杂事
  - 二十九卷论兵事、外国
  - 三十卷论天象术数
  - 三十一卷论地理
  - 三十二卷论杂考
- 《历代帝王宅京记》二十卷
- 《圣安本纪》
- 《左傳杜解補正》
- 《明季三朝野史》
- 《南明野史》
- 《官田始末考》
- 《建康古今记》
- 《山东考古录》一卷
- 《与施愚山书》
- 《昌平山水記》二卷
- 《二十一史年表》十卷
- 《北平古今记》十卷
- 《京东考古录》一卷

顾亭林自认《日知录》是生平得意之作：「平生之志与业皆在其中。」
- 音韵学著作《音学五书》，三十八卷，前后三十年修改过五次：
  - 《古音表》三卷
  - 《易音》 三卷
  - 《诗本音》 十卷
  - 《唐韵正》二十卷
  - 《音论》 三卷
- 《金石文字记》 六卷
- 《天下郡国利病书》 一百二十卷

序曰：「历览二十一史，以及天下郡县志书，一代名公文集及章奏文册之类，有得即录，共成四十馀帙。」

## 故居
顾炎武故居位于千灯古镇之千灯浦西，蒋泾南岸。故居为顾炎武祖父顾济创建，嘉靖年间为倭寇所毁，嘉靖帝于原地赐重建。顾炎武故居座西朝东，为五进大宅。正厅贻安堂为明代建筑，雕梁画栋。故居后园有顾亭林之墓和石马。

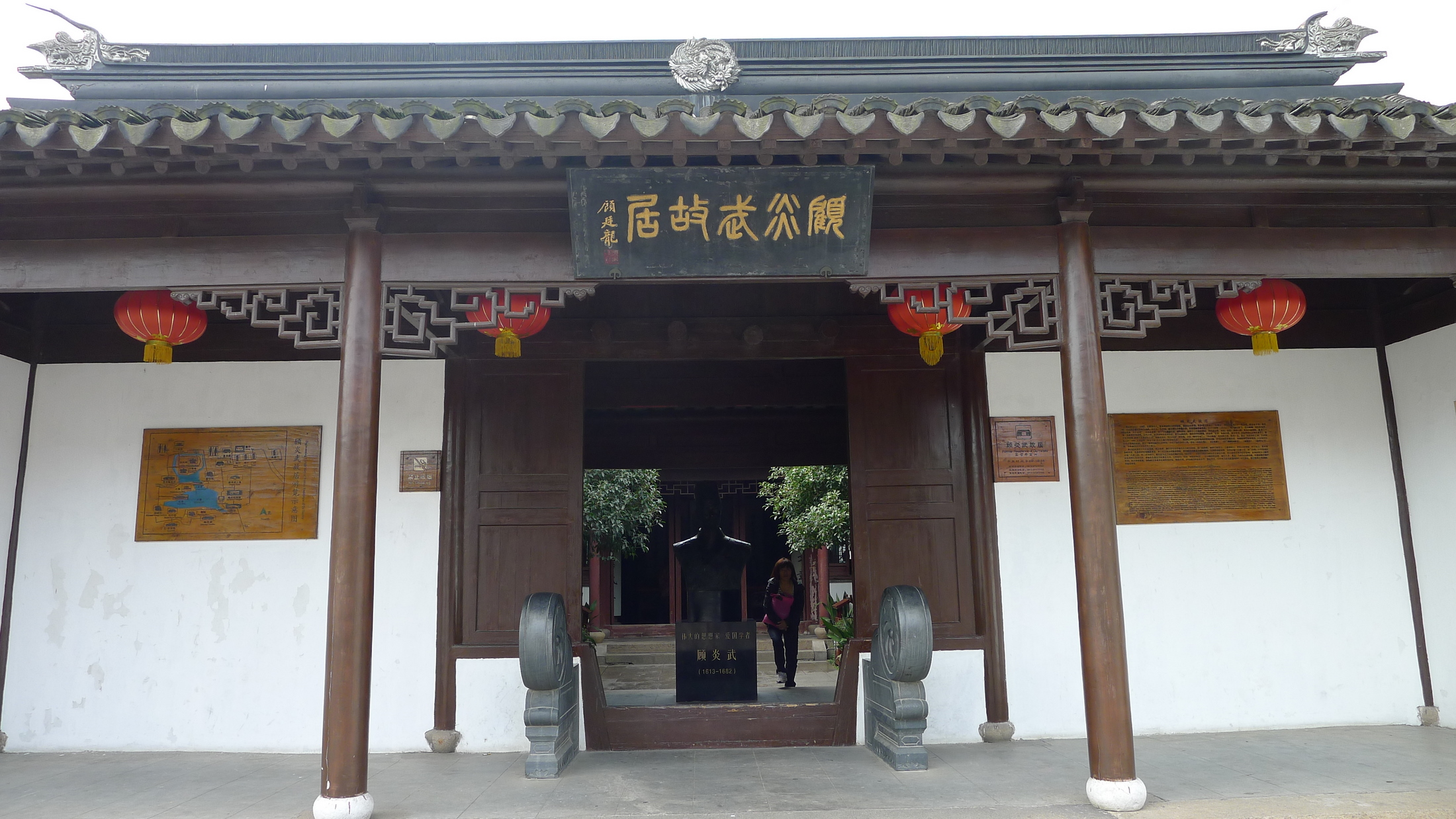
千灯镇顾炎武故居
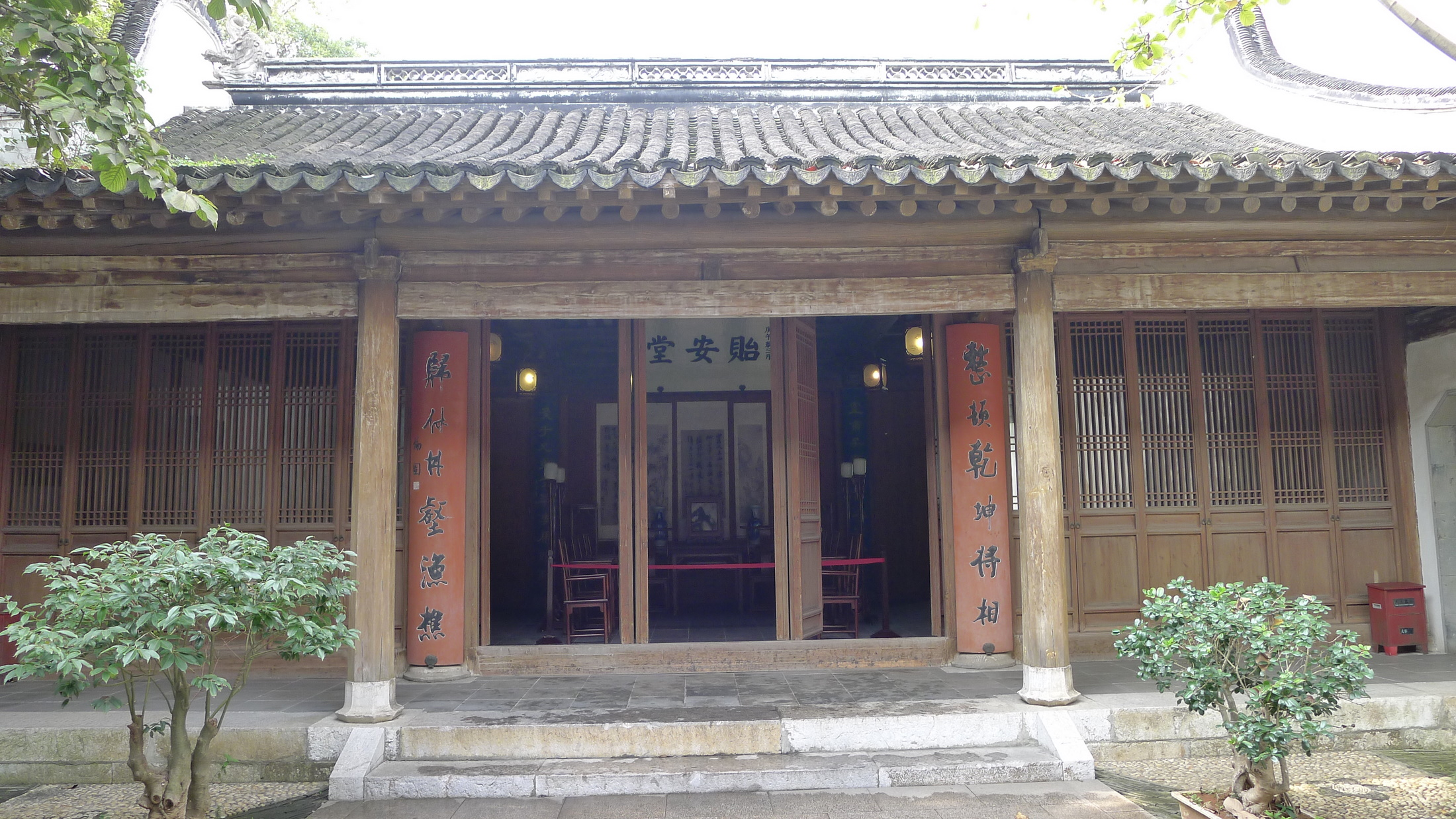
贻安堂
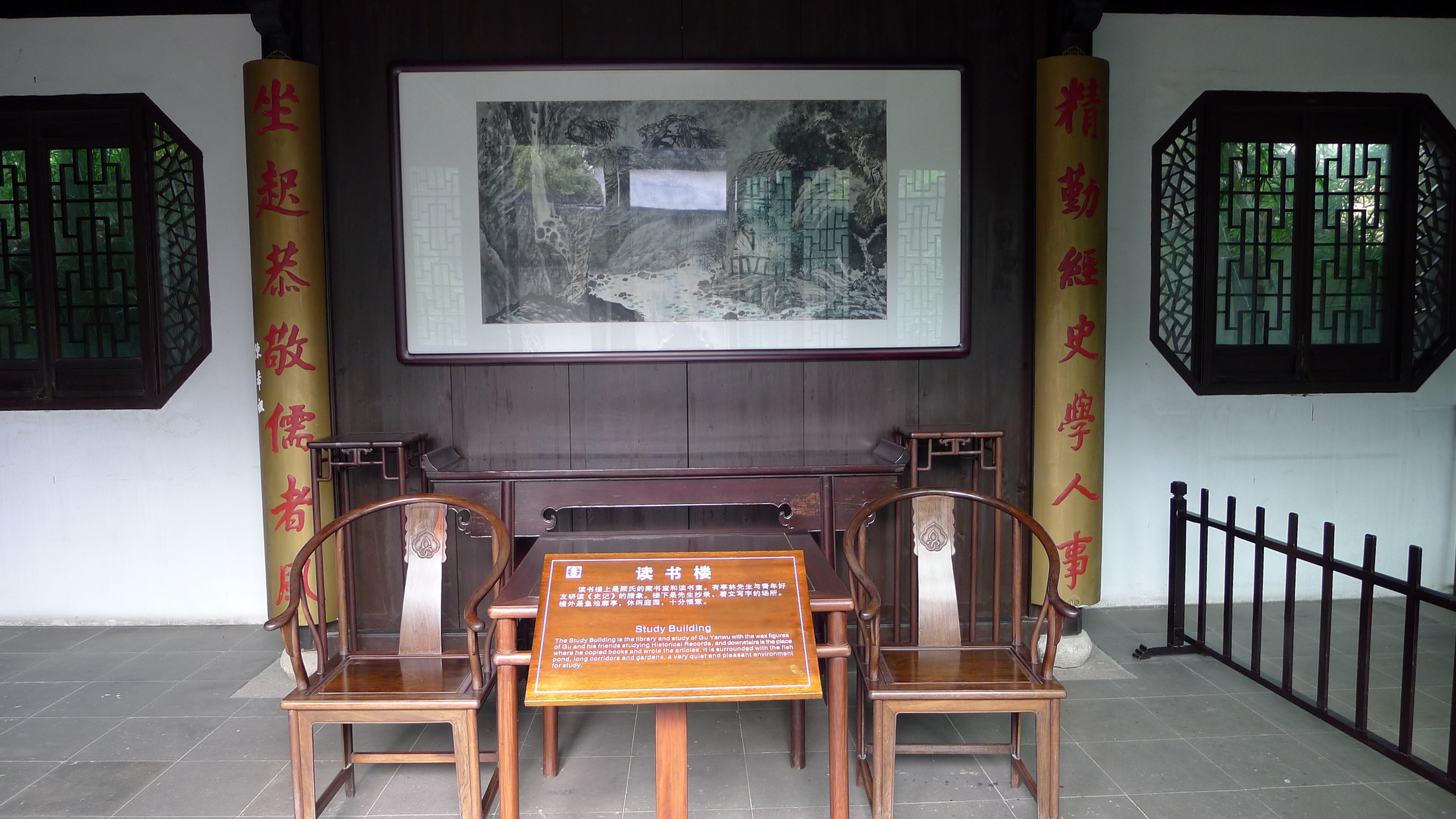
读书楼
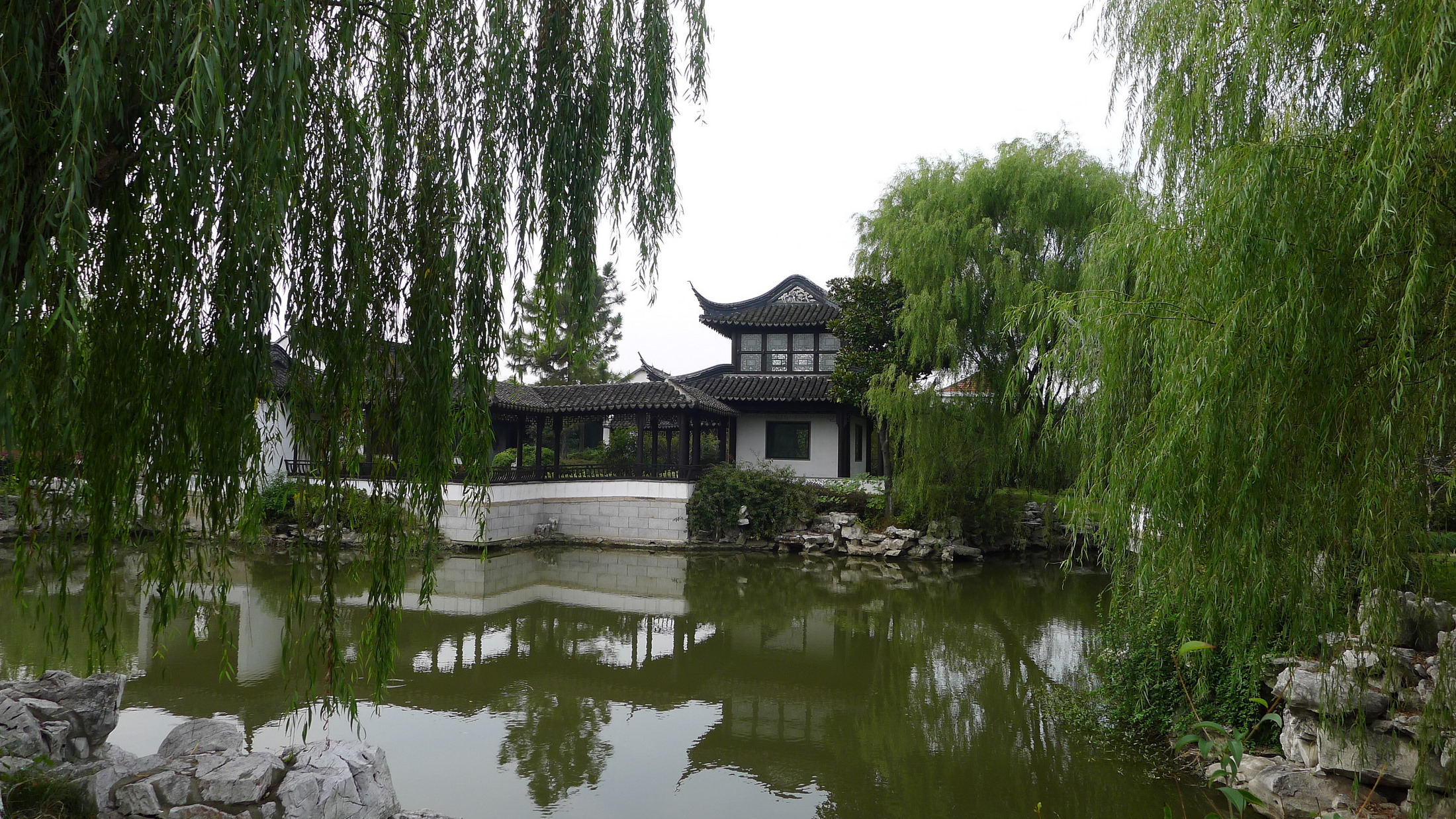
千灯古镇顾炎武故居顾园
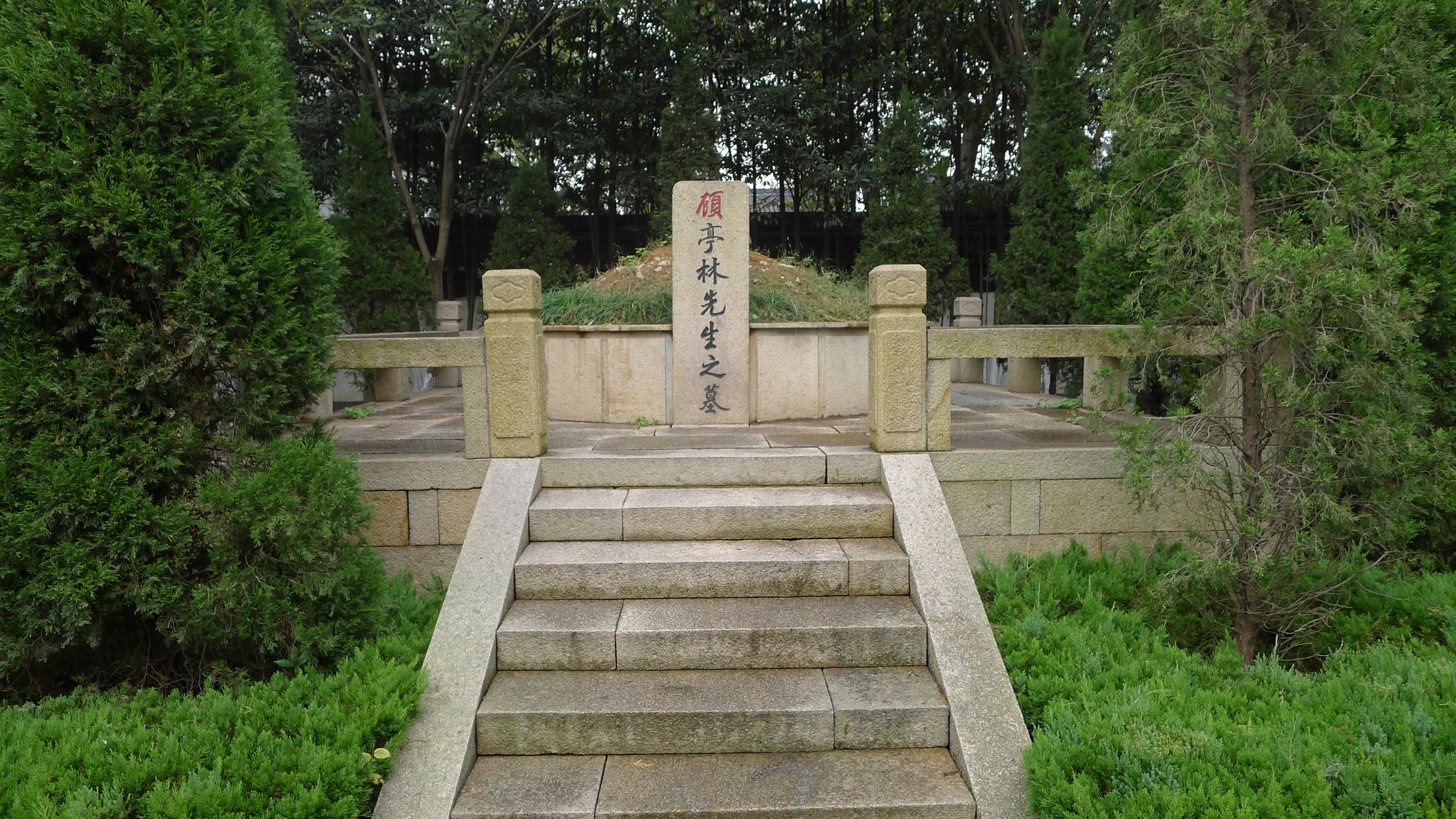
顾亭林墓

## 評價
- 梁启超：“论清学开山之祖，舍亭林没有第二箇人”[27]“亭林学术之最大特色，在于反对内向的主观的学问，而提倡外向的客观的学问”[28]
- 钱穆稱其重实用而不尚空谈，“能于政事诸端切实发挥其利弊，可谓内圣外王体用兼备之学”[29]。